# Ornithogalum baeticum
Ornithogalum baeticum är en sparrisväxtart som beskrevs av Pierre Edmond Boissier. Ornithogalum baeticum ingår i släktet stjärnlökar, och familjen sparrisväxter. Inga underarter finns listade i Catalogue of Life.